# Dorfkirche Grenz

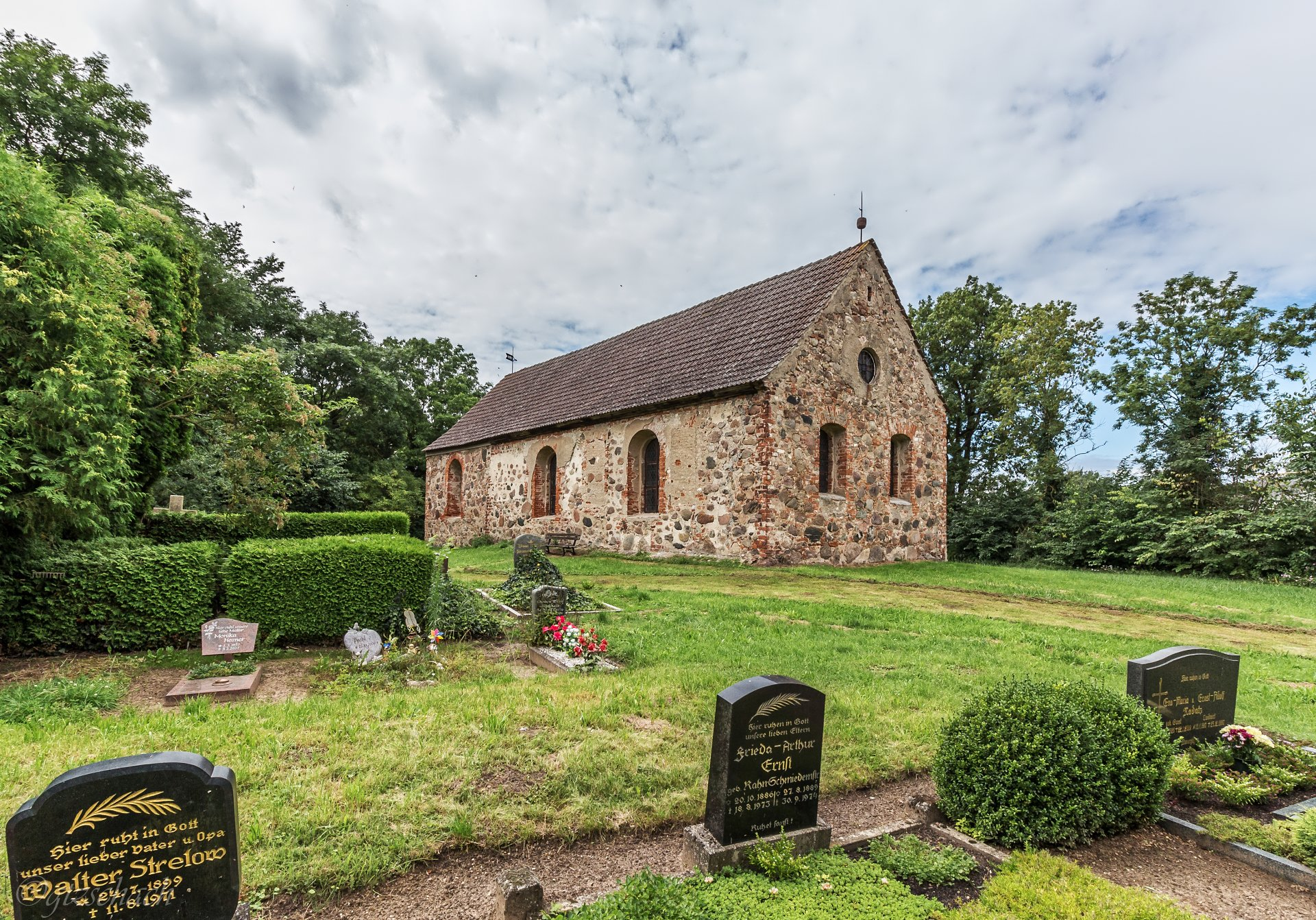
Dorfkirche Grenz

Die evangelische, denkmalgeschützte Dorfkirche Grenz steht in Grenz, einem Wohnplatz im Ortsteil Ziemkendorf der Gemeinde Randowtal im Landkreis Uckermark in Brandenburg. Sie gehört zum Kirchenkreis Uckermark der Evangelischen Kirche Berlin-Brandenburg-schlesische Oberlausitz.

## Beschreibung
Die Feldsteinkirche wurde Ende des 17. Jahrhunderts mit einer Länge von zwei Fensterachsen erbaut und später um eine Achse nach Westen verlängert. Ihr freistehender Glockenstuhl im Südwesten wurde 1788 errichtet. Gleichzeitig wurden die Fenster vergrößert. Der Innenraum wurde 1896 ausgemalt. Er ist mit einer hölzernen, dreiseitig geknickten Decke über querliegenden Balken und Streben überspannt.
Zur Kirchenausstattung gehört ein um 1850 gebauter hölzerner Kanzelaltar. Die Bilder auf der Brüstung seiner Kanzel zeigen Jesus Christus und die vier Evangelisten. Die Orgel auf der Empore im Westen hat acht Register auf einem Manual und Pedal und wurde 1896 von Barnim Grüneberg als Opus 385 gebaut. Der Prospekt stammt aus der zweiten Hälfte des 18. Jahrhunderts.